# Inch Garvie
Inch Garvie är en obebodd ö i Firth of Forth, City of Edinburgh, Skottland. Ön är belägen 1,3 km från North Queensferry.